# St. Bartholomäus (Wittenburg)

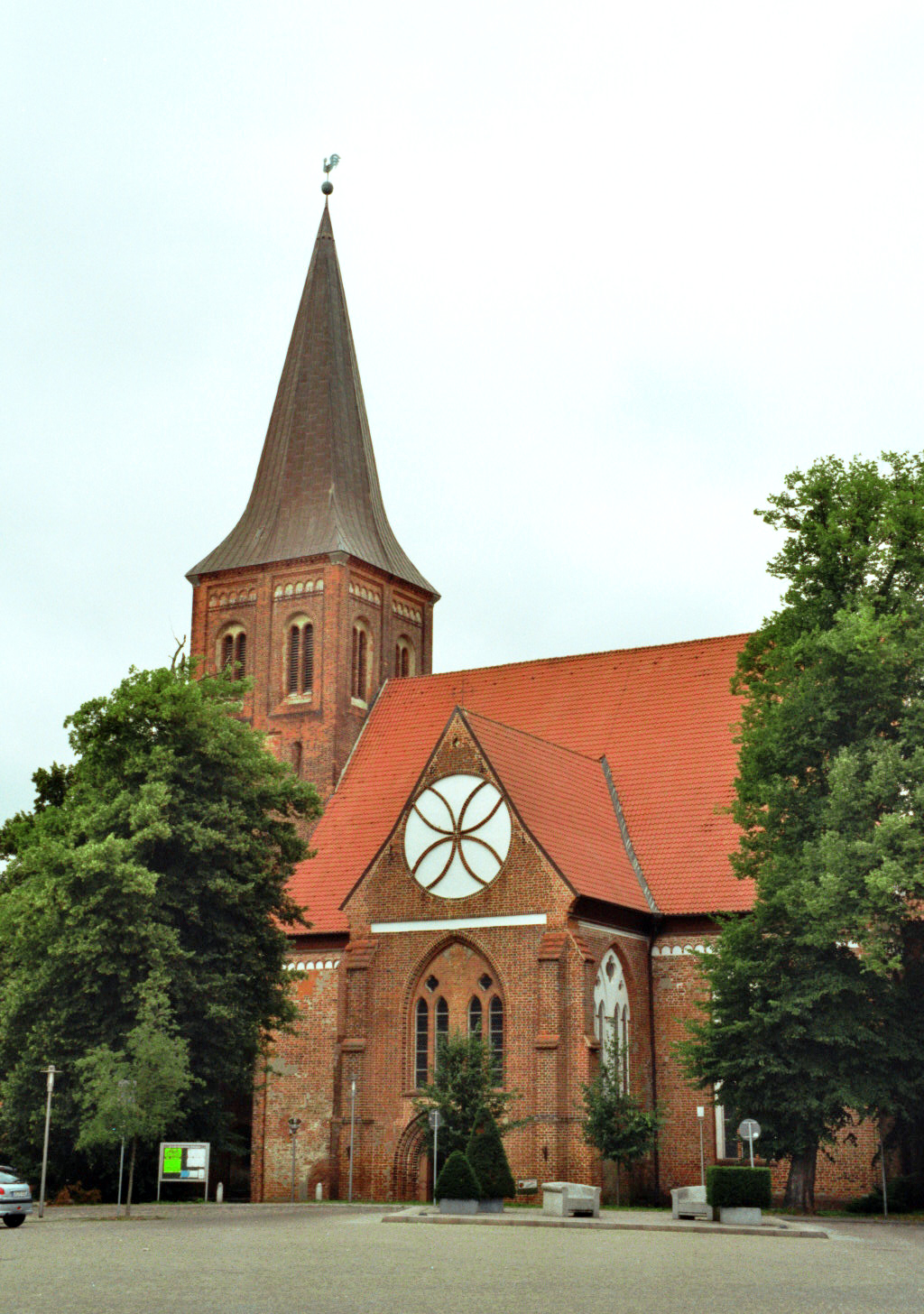
Wittenburg, St. Bartholomäus

St. Bartholomäus ist die Stadtkirche im historischen Stadtkern von Wittenburg im Landkreis Ludwigslust-Parchim in Mecklenburg-Vorpommern. Die Kirchengemeinde gehört zur Propstei Parchim im Kirchenkreis Mecklenburg der Evangelisch-Lutherischen Kirche in Norddeutschland (Nordkirche).

## Geschichte

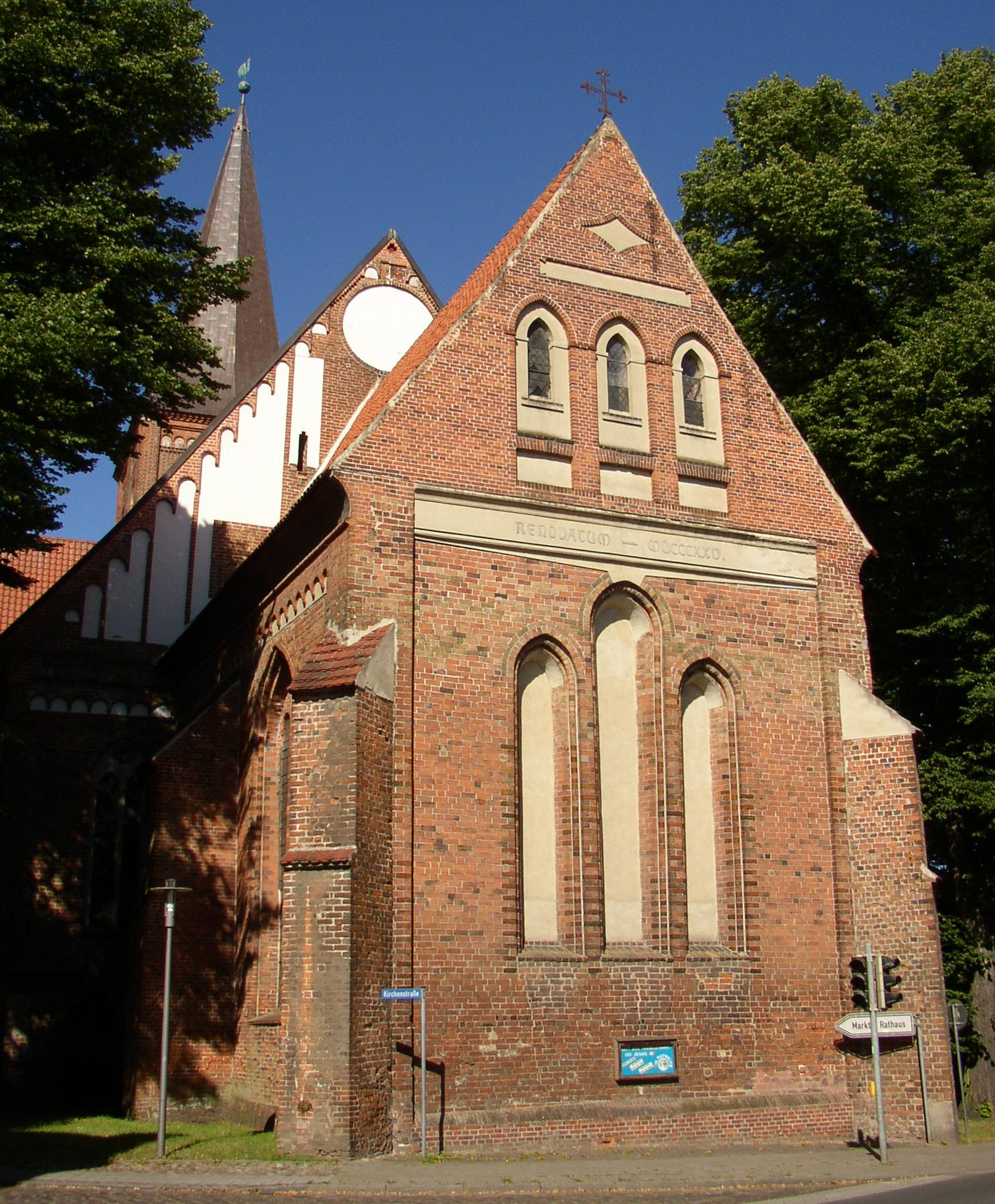
Blick aus Richtung Osten

Wittenburgs erste urkundliche Erwähnung war 1194. Mit dem Bau der zunächst spätromanischen Stadtkirche St. Bartholomäus wurde bereits um 1240 begonnen. Zwischen 1254 und 1287 wurde die Kirche dem Apostel Bartholomäus geweiht.

### Gebäude
Die dreischiffige Hallenkirche besteht aus Backsteinen. Das gotische Langhaus aus der zweiten Hälfte des 13. Jahrhunderts hat drei Joche mit quadratischen Mittelschiffjochen und längsgestreckten rechteckigen Seitenschiffjochen. Das westliche Joch des Mittelschiffs war als Turmjoch ausgebildet; der Turmansatz blieb aber unvollendet unter dem Satteldach verborgen. Der zweijochige, rechteckige Chor ist hingegen einschiffig.
Getragen wird das Gewölbe durch vier kreuzförmige freie Pfeiler und die kräftigen Halbsäulen mit Trapez-Kapitellen an den Seitenwänden. Die Kreuzrippengewölbe des Langhauses stammen aus dem 14. Jahrhundert, die zwei Sterngewölbe des Chors sind spätgotisch.
An Langhaus und Chor sind außen romanische Schmuckformen wie Rundbogenfriese mit Ecklisenen und Rundblende vorhanden. Die schmalen gotischen Fenster des Chores gruppieren sich an der Ostwand zu drei und westlich wie nördlich zu zwei Fenstern. Die abgetreppten Leibungen der Fenster haben Rundwülste. Teilweise wurden die Fenster im 19. Jahrhundert nach unten verlängert.
An der Südseite des Langhauses befindet sich ein gotischer Anbau; ein entsprechender Anbau an der Nordseite wurde im 19. Jahrhundert abgerissen. Der vorhandene quadratische Anbau mit gotischem Gewölbe hat auch ein Satteldach mit gleicher Traufhöhe wie das Hauptdach. Der Südgiebel ist oben durch eine geschlossene Maßwerk-Rosette verziert.
Das Westportal in der Turmhalle aus Backsteinen und glasierten Steinen ist breitförmig angelegt und reich profiliert. Das nördliche, schlichte Chorportal hingegen ist vermauert. Über dem Südportal zum Anbau befindet sich ein zweigeteiltes Spitzbogenfenster. Die wegen bautechnischer Mängel notwendig gewordene Erneuerung der Stadtkirche hatten von 1924 bis 1824 Carl Heinrich Wünsch und Georg Adolph Demmler durchgeführt.
1909 wurde an der Westfassade ein neuer Turm von 64 Meter Höhe vorgesetzt. Ab 1994 mussten verschiedene Sanierungen durchgeführt werden. Die Kirche wird seit Ende der 1990er Jahre von außen angestrahlt. Vor der Kirche am Marktplatz befindet sich der sogenannte Heinrichstein, vermutlich ein Sühnestein aus dem 12. Jahrhundert.

### Innen
Im Innern findet sich ein ursprünglich aus Hagenow stammender Schnitzaltar aus dem 15. Jahrhundert. Im Schrein des Flügelaltars wird die Marienkrönung dargestellt, in den Flügeln vier Heilige und die zwölf Apostel in zwei Reihen übereinander. Auf den Außenseiten der Flügel sind Passionsbilder aus dem späten 17. Jahrhundert angebracht. In der Mitte des 19. Jahrhunderts wurden Emporen eingebaut, die 1956 bei Renovierungsarbeiten wieder entfernt wurden. Die Orgel von Winzer wurde 1848 eingebaut. Die große Glocke ist von 1666. Die hölzerne Kanzel mit reichem Schnitzwerk ist aus dem Jahr 1666.
Zur Inneneinrichtung der Kirche gehören weiter eine Bronzefünte – also ein Taufbecken – aus dem Jahre 1342, deren Kessel mit Reliefs, die Christus und die zwölf Apostel darstellen, versehen ist. Der Kessel wird von vier Mönchen getragen. Die Taufschüssel aus Messing stammt vermutlich aus dem 16. Jahrhundert.
Weiterhin gibt es zwei Pastorenbildnisse, die H. Hornemann († 1698) und J.H. Schaller († 1772) darstellen; dazu noch ein Epitaph von 1692 mit Bildnissen des verstorbenen Pastors M. Wulf und seiner Frau.
Zur Ausstattung gehören u. a. ein Kelch aus dem 15. Jahrhundert, ein weiterer Kelch von etwa 1480 sowie verschiedene Kronleuchter und Wandleuchter aus Messing aus dem späten 16. bis 17. Jahrhundert.